# Jüdischer Friedhof (Duisburg-Beeck)

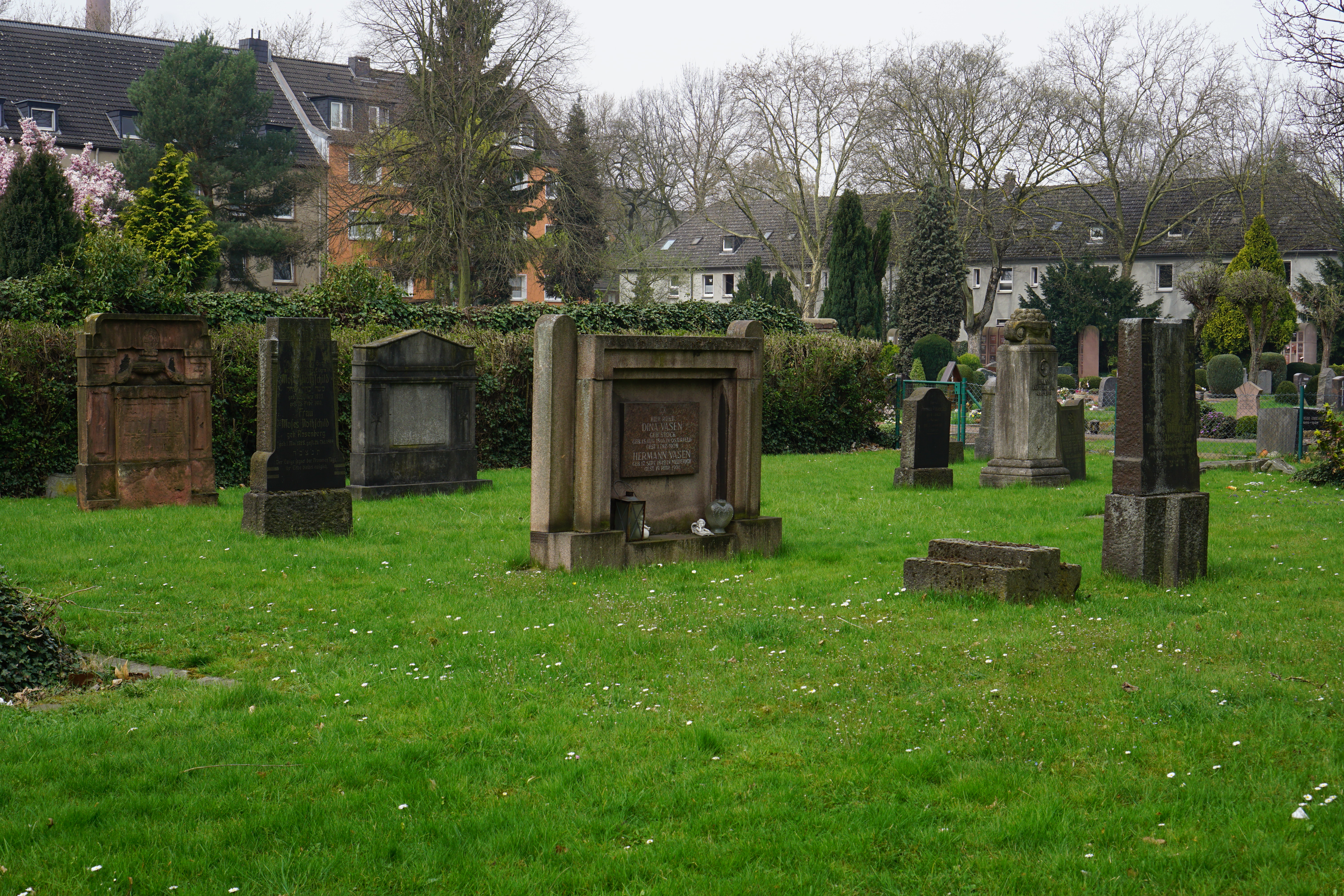
Jüdischer Friedhof Duisburg-Beeck (2018)

Der Jüdische Friedhof Duisburg-Beeck befindet sich in der kreisfreien Stadt Duisburg in Nordrhein-Westfalen. Der jüdische Friedhof liegt in der Friedhofstraße im Duisburger Stadtteil Beeck im Stadtbezirk Duisburg-Meiderich/Beeck. Auf dem Friedhof, der von 1893 bis 1942 belegt wurde, befinden sich 49 Grabsteine. Im Jahr 1890 erwarb die Jüdische Gemeinde Ruhrort das Friedhofsgelände. Damals zeichnete sich ab, dass der bis dahin genutzte Friedhof in Ruhrort voll belegt war und nicht mehr erweitert werden konnte.